# D. P. A. 2 - O Mistério Italiano
D. P. A. 2 - O Mistério Italiano é um filme brasileiro de 2018, dirigido por Vivianne Jundi, baseado na série de Detetives do Prédio Azul, exibida no canal Gloob. O filme foi lançado em 13 de dezembro de 2018.

## Elenco
| Ator(riz)           | Personagem               |
| ------------------- | ------------------------ |
| Letícia Braga       | Sol Madeira              |
| Pedro Motta         | Filippo "Pippo" Tomatini |
| Anderson Lima       | Bento Prata              |
| Nicole Orsini       | Berenice Bisâncio Vegan  |
| Claudia Netto       | Leocadia Leal            |
| Ronaldo Reis        | Severino Capim           |
| Charles Myara       | Theobaldo Trons          |
| Suely Franco        | Vó Berta                 |
| Carol Futuro        | Sissineide Madeira       |
| Miriam Freeland     | Lena Prata               |
| Luciano Quirino     | Ptolomeu Prata           |
| Sávio Moll          | Salvatore Tomatini       |
| Antônio Pedro       | Nono Giuseppe            |
| Fabiana Karla       | Minima Buongusto         |
| Diogo Vilela        | Maximo Buongusto         |
| Vivi Lucas          | Alice                    |
| Gabriel Palhares    | Alberto                  |
| Victor Hugo Almeida | Toni                     |
| Pablo Sanábio       | Giovanni                 |
| Foquinha            | Bruxa Foquinha           |
| Leonardo Angelini   | Padre                    |

## Filmagens
A produção principal começou no Rio de Janeiro, as filmagens foram rodadas a partir no final de 2018.